# دوبروفسكي (منطقة كيكفيدزنسكي، مقاطعة فولغوجراد)
دوبروفسكي (بالروسية: Дубровский)‏ هي منطقة ريفية (خوتور) والمركز الإداري لمستوطنة دوبروفسكوي الريفية في منطقة كيكفيدزنسكي في مقاطعة فولغوغراد في روسيا. كان عدد السكان 597 اعتبارًا من عام 2010.  ويوجد بها 4 شوارع. 

## جغرافية
تقع دوبروفسكي في سهل خوبيورسكو-بوزولوكسكايا، على الضفة اليمنى لنهر بوزولوك، على بعد حوالي 15 كم غرب بريوبرازينسكايا (المركز الإداري للمنطقة) . 